# Kloster Osek
Das Kloster Osek (deutsch: Kloster Ossegg, lat. Abbatia B.M.V. de Osseco; tschechisch Klášter Panny Marie Osek) ist eine ehemalige Zisterzienser-Abtei und ein Baudenkmal von hohem historischen und künstlerischen Wert und eine der bedeutendsten Klosteranlagen Nordböhmens. Es liegt in der Stadt Osek (Ossegg) am Südhang des östlichen Erzgebirges in Tschechien.

## Geschichte

Klosterkirche

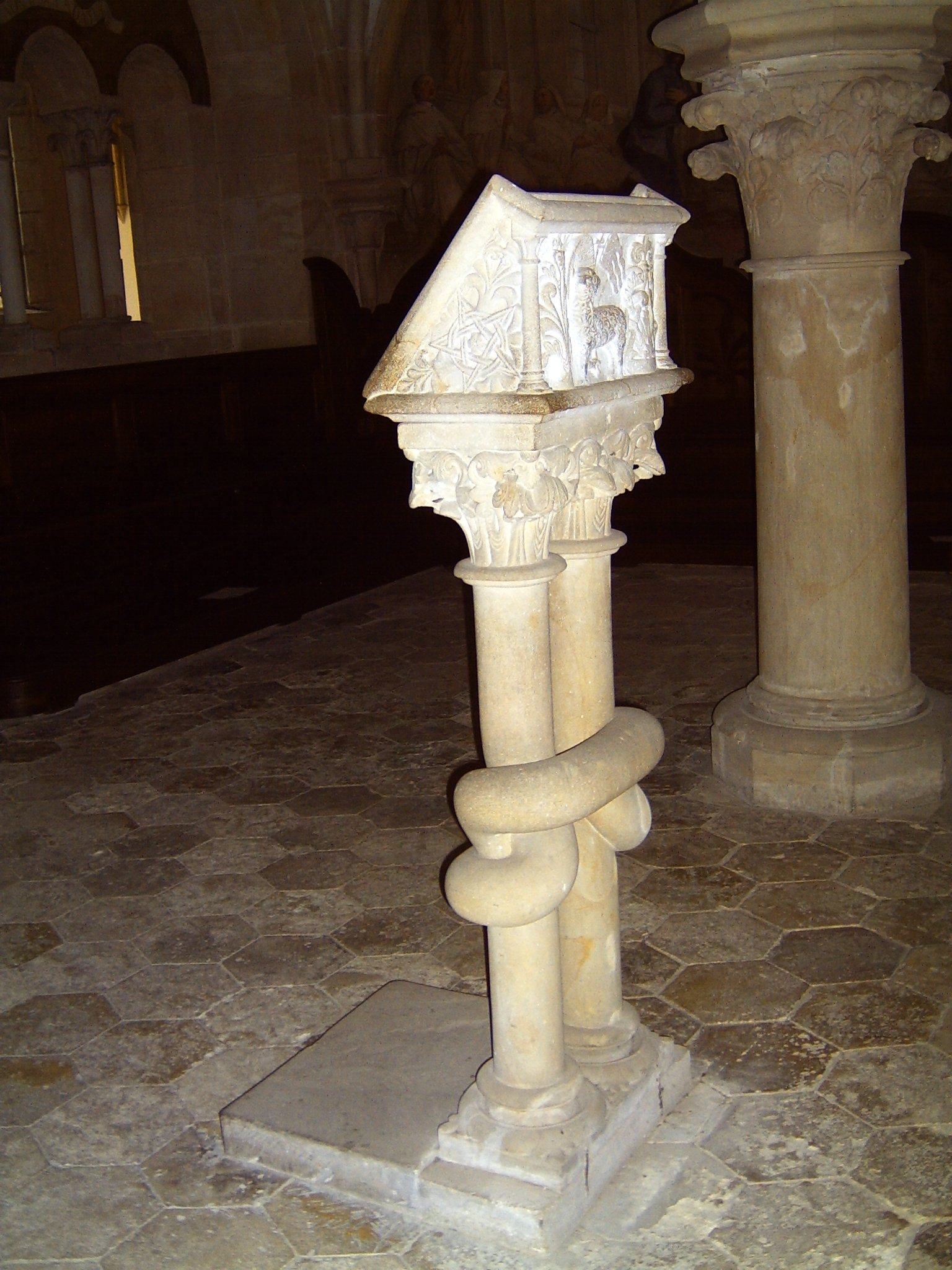
Lesepult im Kapitelsaal aus dem 13. Jahrhundert

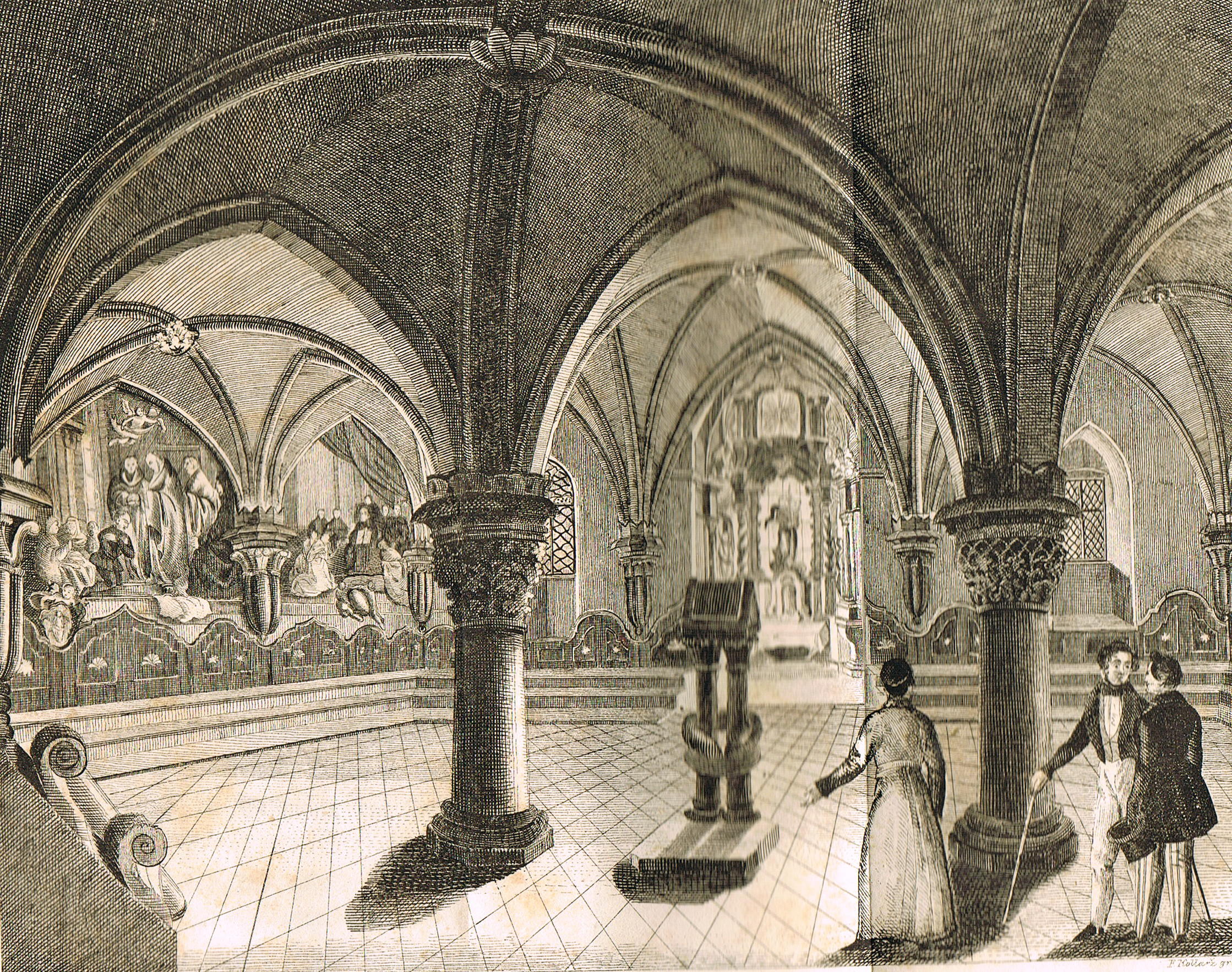
Kapitelsaal (Stich des 19. Jahrhunderts)

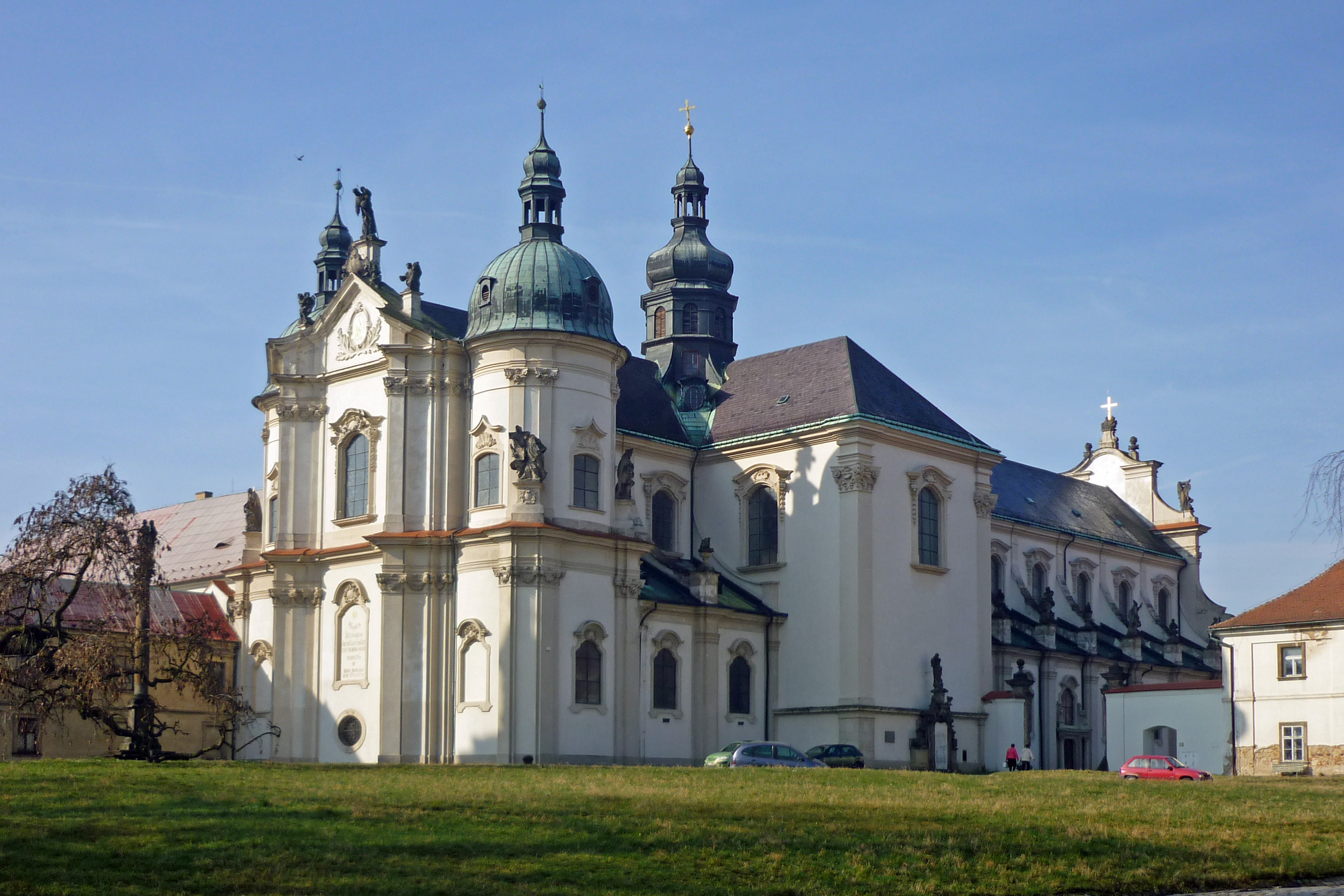
Abteikirche Osek

Das Kloster wurde durch Zisterzienser vom bayerischen Kloster Waldsassen im Jahr 1192 in Maschau bei Kaaden gegründet.
Am 20. Juni 1196 bestätigte der böhmische Fürst und gleichzeitige Prager Bischof Heinrich Břetislav III. die Gründung. Nach einem Streit zwischen dem Grundherrn und dem Konvent wurde das Kloster 1197 nach Ossegg auf die Güter des Magnaten Slavko, des Ahnherrn der Herren von Riesenburg, verlegt.
Die spätromanische Basilika Mariä Himmelfahrt wurde von 1206 bis 1221 errichtet und nach 1248 gotisch umgebaut. Es war eine dreischiffige Basilika mit dem Grundriss eines lateinischen Kreuzes und einem rechtwinkligen Chor mit Kapellen und einem Querschiff. Sie hatte eine Länge von 76 m, gehörte seinerzeit zu den größten Ordensbauten Böhmens und diente auch als Grablege der Herren von Riesenburg. Die Lage der Grabstätten ist nicht genau bekannt. Zur feierlichen Einweihung schenkte Papst Innozenz III., der neben dem Prager Bischof Daniel II. (Milík) das Kloster unter seinem Schutz stellte, Reliquien der heiligen Märtyrer Kosmas, Sebastian, Fabianus, Cyprian und der seligen Jungfrau Petronilla. Gleichzeitig erhielten alle, die an der Einweihung teilnahmen oder eine Woche danach und an anderen Jahrestagen die Kirche besuchten, die Absolution.
An der Nordseite wurde 1209 der Friedhof eingeweiht. Zugänglich war dieser durch die Kirche und das Tor der Toten (Ianua morturorum), das im geistlichen Leben des Ordens eine bedeutende symbolische Rolle spielte. Die Kirche wurde mit einer flachen Decke, die drei Schiffe mit spitzen Arkaden versehen. Die Mauern waren aus Sandsteinquadern, die teilweise noch erhalten sind. Der Südflügel des Konvents mit dem frühgotischen Kapitelsaal und Teile des Kreuzgangs wurden um 1230 fertiggestellt.
Die Herren von Riesenburg aus dem Geschlecht der Hrabischitz sorgten mit zahlreichen Schenkungen für das Auskommen des Klosters. Slauko I. übereignete ihnen den Ort Ossegg, Haan (Háj) mit der Siedlung Deutzendorf (Domaslavice), Herrlich (Hrdlovka), Duban (Dubany), Schönfeld bei Pfaffroda sowie Einnahmen aus dem Feld- und Weinanbau und Zollgebühren. Auch andere Mitglieder der Familie beteiligten sich im Laufe der Zeit mit Schenkungen von ganzen Dörfern oder Ländereien. Außerdem musste das Kloster keine Zölle zahlen. Das 1234 in Nížkov gegründete Tochterkloster des hl. Bernhard wurde bereits nach fünf Jahren wieder aufgegeben.
Während der Kämpfe gegen seinen Vater Wenzel I. fügte das Heer des Přemysl Otakar II. im Jahr 1248 der Klosteranlage schwere Schäden zu, und nach der Schlacht auf dem Marchfeld wurde sie von Verbündeten Rudolfs von Habsburg ausgeraubt. Die gesamte Anlage konnte deshalb erst um 1350 fertiggestellt werden.
Im Jahr 1275 wurde durch Abt Theoderich (der Große) des Klosters Ossegg in Ratschitz bei Ossegg der Wallfahrtsort Maria-Ratschitz begründet, welcher die Stürme der Zeiten überdauerte, und in der Rekatholisierung in Böhmen im Jahr 1697 durch eine Bruderschaft der „Schmerzhaften Muttergottes“ mit der Grundsteinlegung der heutigen Kirche im Jahr 1698 die Pilgerstätte wieder belebte. Vollendet, bot die Wallfahrtskirche 1500 Pilgern Platz.
In den Hussitenkriegen wurde das Kloster drei Mal zerstört. Der im Sommer 1421 von Jan Želivský geführte Feldzug nach Nordböhmen wurde zwar am 5. August bei Brüx geschlagen, jedoch wurden zuvor die Klöster in Doxan und in Ossegg niedergebrannt und die Städte Bilin und Dux von den Truppen Želivskýs besetzt. Beim großen Feldzug der Hussiten im Jahr 1426 unter Andreas Prokop gegen Aussig und Brüx wurde das Kloster erneut geplündert. Den dritten, von radikalen Taboriten geführten Angriff im Jahr 1429 überlebten nur wenige Mönche des Klosters. Das Kloster wurde in dieser Zeit jedoch auch vom an sich befreundeten, katholischen Kaiser Sigismund strapaziert, der Güter des Klosters verkaufte, um Geld für weitere Feldzüge zu gewinnen. Der Wiederaufbau nach den Hussitenkriegen dauerte lange.
Durch Plünderungen und Verpfändungen geriet das Kloster im 16. Jahrhundert in wirtschaftliche Not, so dass Papst Gregor XIII. das vollkommen verschuldete Kloster 1580 auflöste. In der Zeit der Unterbrechung des Konvents von 1580 bis 1628 bewohnte das Kloster lediglich der in Diensten des Prager Erzbischofs stehende Propst. Während des Dreißigjährigen Krieges wurde die Anlage schwer beschädigt. Im Zuge der Rekatholisierung Böhmens wurde das Kloster 1624 restituiert und mit Stiftungen und Schenkungen versehen.

Ostseite der Klosterkirche

Durch intensive Bewirtschaftung der ordenseigenen Ländereien und Erträge aus der dem Kloster gehörenden ältesten Textilmanufaktur Böhmens verbesserte sich die wirtschaftliche Lage des Klosters. Abt Benedikt Litwerig gründete im Jahr 1697 eine Wollstrumpf- und drei Jahre später eine Feintuchmanufaktur. Die Ausbildung der Arbeiter erfolgte durch Fachkräfte aus Deutschland. Viele der Beschäftigten verließen nach gewisser Zeit die Manufakturen, bildeten ihrerseits Arbeiter aus und gründeten eigene Betriebe, die später den wirtschaftlichen Schwerpunkt vor allem in Oberleutensdorf und Umgebung bildeten.
Der kunstliebende Abt Benedikt Litwerig veranlasste 1712 bis 1718 Um- und Erweiterungsbauten der Klosteranlage im Barockstil, für die der Baumeister Octavio Broggio aus Leitmeritz den Auftrag bekam.
Auch im Siebenjährigen Krieg musste das Kloster mehrere Heimsuchungen durch preußische Truppen erleiden. Im Jahr 1779 besuchte Kaiser Joseph II. das Kloster. Von seinen Reformen war es jedoch nicht betroffen, im Gegenteil, es erhielt Bibliotheken und Gemäldesammlungen anderer aufgehobener Klöster.
1945 bis 1990 kam es zu einer zweiten Unterbrechung des Konvents. 1945 und 1946 wurden die Mönche in das Kloster Raitenhaslach in Oberbayern ausgewiesen und das zweite Mal 1961 in das Kloster Langwaden im Rheinland. Bis zur Enteignung 1950 durch den tschechoslowakischen Staat diente das Kloster der Ordensgemeinschaft der Salesianer Don Boscos als Jugenderziehungsheim, danach als Internierungszentrum tschechischer Priester und ab 1953 als sog. Altersheim für Ordensschwestern, die jedoch den Klosterbezirk nicht verlassen durften. Nach der politischen Wende wurde 1991 die stark beschädigte Klosteranlage durch die Tschechische Republik den Zisterziensern zurückgegeben, die sich um eine Instandsetzung bemühen. Die Wiederbegründung des Konvents im Jahr 1991 erfolgte unter dem 48. Abt Bernhard Thebes OCist († 27. März 2010) der vom Kloster Langwaden kam.
Im Jahr 1995 wurde die Klosteranlage zum Nationalen Kulturdenkmal erklärt, drei Jahre später konnte das 800-jährige Jubiläum gefeiert werden.
Nach der Versetzung des letzten verbliebenen Ordensmanns, Pater Charbel, in das Bochumer Kloster Stiepel wurde das Kloster im Oktober 2008 geschlossen. Es wird angestrebt, das Kloster bis 2013 mit EU-Geldern restaurieren zu lassen, wobei diese Maßnahme mit der Auflage verbunden wäre, dass danach wieder geistliches Leben in das Kloster einzieht.

## Klosterkirche

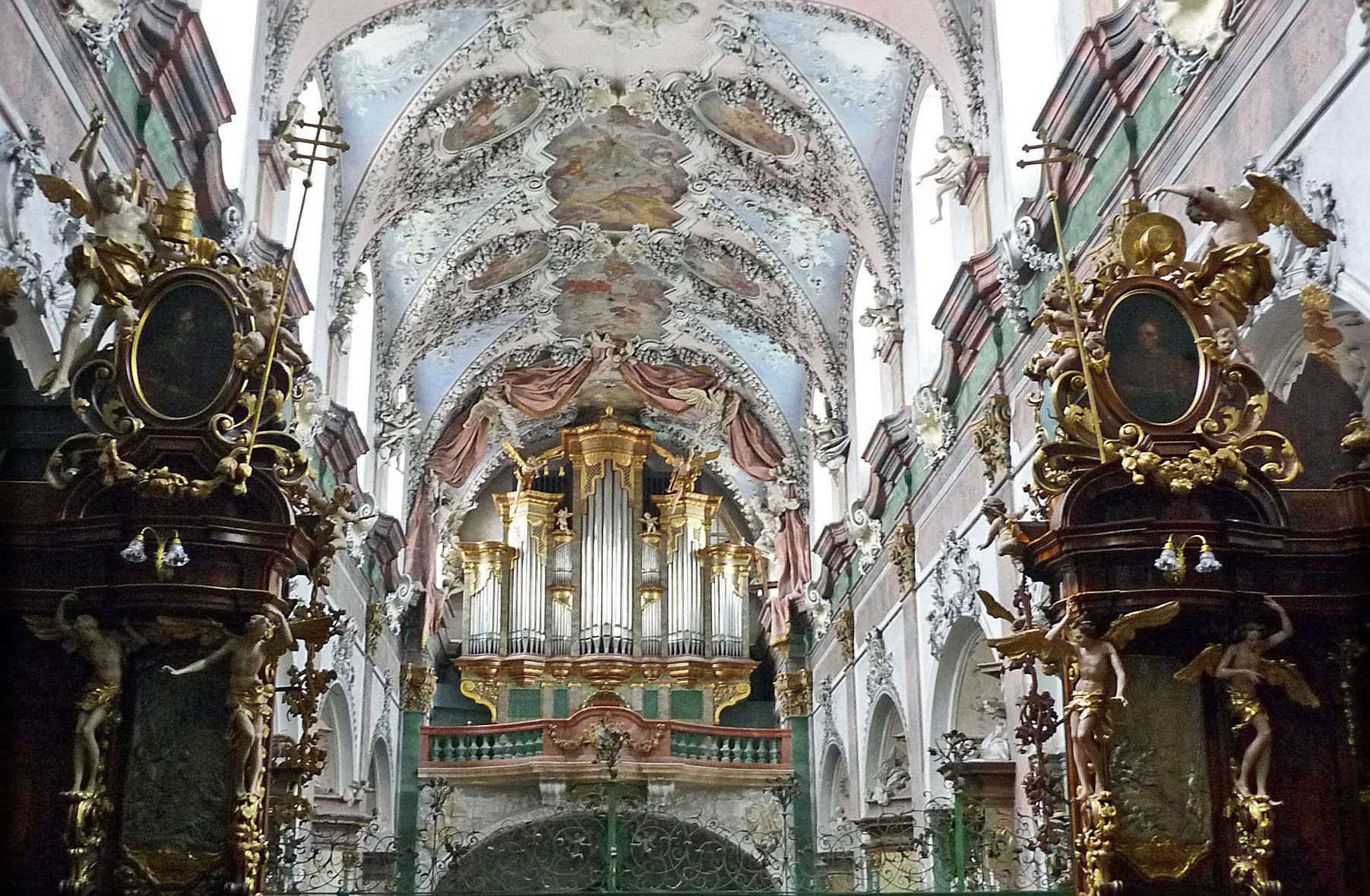
Kirchenschiff mit Orgel

Kreuzgang des Klosters

Der Innenraum der Klosterkirche lässt noch die ursprüngliche dreischiffige Basilika erkennen. An ihrer barocken Ausgestaltung waren bedeutende Künstler beteiligt: Die Stuckaturen der Wände, des Tonnengewölbes und der Seitenaltäre sowie die Skulpturen von vier Aposteln des Hauptaltars stammen von Giacomo Antonio Corbellini (1674–1742). Johann Jakob Stevens von Steinfels schuf von 1718 bis 1723 das Fresko Die Ausgießung des Heiligen Geistes. Die anderen Fresken stammen von Wenzel Lorenz Reiner, ebenso ein Seitenaltargemälde. Die Altarbilder Martyrium des Hl. Sebastian und Martyrium des Hl. Mauritius schuf Michael Willmann, das Hauptaltargemälde Mariä Himmelfahrt sein Stiefsohn Johann Christoph Lischka. Die Fassadenfiguren der Ordensheiligen, Evangelisten und böhmischen Landespatrone und auch einige Skulpturen im Innern sowie die Kanzel, das Chorgestühl und den Orgelprospekt schuf von 1714 bis 1716 Franz Anton Kuen. Auch Edmund Richter schuf einzelne Skulpturen und war an den Holzschnitzarbeiten der Altäre und der Sakristei beteiligt.

## Klosteranlage

Innenhof des Klosters

Im Süden grenzen an das Kloster die Gebäude des alten Konvents. Den Kreuzgang mit Kreuzgewölbe und Spitzbogenfenstern umgibt ein Garten mit drei Gräbern aus dem 14. bis 16. Jahrhundert. Im frühgotischen Kapitelsaal, erbaut 1225 bis 1250, dessen Gewölbe von zwei Säulen getragen wird, befinden sich wertvolle Arbeiten aus Stein. Darunter ein besonders wertvolles Lesepult, dessen oberer Teil drehbar ist, und eine Madonnenstatue (um 1340). Die Wandmalereien schufen Johann Peter Molitor und Josef Kramolín. In einer Wandnische neben dem Kapitelsaal befindet sich ein romanisches Relief mit der Darstellung des Lamm Gottes. Den südlichen Teil nimmt der Speisesaal der Mönche ein.
Im Osten befindet sich das Konventsgebäude aus den Jahren 1705 bis 1808 mit der Abteibibliothek, der Prälatur und dem Festsaal. Erhalten blieben hier zeitgenössische Gemälde aus der Geschichte des Klosters und Kachelöfen. In den Garten gelangt man durch das Klosterspital. Vor der Prälatur im Osten und Süden des Klosters legte Octavio Broggio einen dreistufigen Terrassengarten im italienischen Stil an, der mit Bassins, Wasserspeiern, Fontänen und Skulpturen ausgestattet wurde, die jedoch zum Teil nicht mehr vorhanden sind. 1877 wurde zudem ein Englischer Park eingerichtet. Das Wirtschaftsgebäude mit Wohneinheiten befindet sich im Süden, zu dem auch die Ruinen der Brauerei, der Speicher und der Klostermühle gehören. 2015 wurde die Brauerei als Pivovar Ossegg wieder eröffnet.
Am westlichen Eingangstor schuf Octavio Broggio eine reich stuckierte Kapelle der Heiligen Barbara. Vervollständigt wird das Bild des Klosters durch die Pfarrkirche der Heiligen Katharina, einem ursprünglich gotischen Bau, später im Barockstil umgebaut.
Die Barockstuckaturen des Refektoriums schuf Giacomo Antonio Corbellini.

## Zitat
Gleich hinter dem Erzgebirge findet man Dinge, die man von hier bis zum norwegischen Nordkap und noch weiter vergebens sucht. Im ganzen nördlichen Europa kennt man ein solches wohlhabendes, reiches, schönes und auch wohltätiges Kloster nur aus den Romanen. Hier greift man's mit den Händen.

## Persönlichkeiten
- Liste der Äbte von Osek
- Karl von Lamberg (1570–1612), Erzbischof von Prag, im Kloster verstorben
- Laurentius Scipio (1611–1691), Abt des Klosters seit 1650